# Ugo Mazzola
Ugo Mazzola (Napoli, 1863 – Courmayeur, 1899) è stato un economista italiano.

Dati scientifici della finanza pubblica, 1890

Docente all'università di Camerino, all'Univeristà di Pavia (1893 circa) e all'università di Catania, fu autore di pregevoli saggi economici; tra questi si ricordano Il fondamento scientifico dell'economia statale (1888) e I dati statistici della finanza pubblica (1890).

## Opere
- Ugo Mazzola, Dati scientifici della finanza pubblica, Roma, Loescher, 1890. URL consultato il 22 giugno 2015.